# Brothers’ Circle
Als Brothers’ Circle (zuvor bekannt als Family of Eleven und The Twenty) wird eine international tätige kriminelle Organisation bezeichnet, welche am Drogenhandel beteiligt ist. Die mafiöse Gruppe wird der organisierten Kriminalität und dabei vorrangig der russischen Mafia zugerechnet. Nach Informationen des Finanzministeriums der Vereinigten Staaten ist die Organisation im Nahen Osten, Afrika, Lateinamerika und den Vereinigten Staaten aktiv. Als Anführer gilt Vladislav Leontyev, ein Russe aus Nischni Nowgorod.
2011 wurde der Brothers’ Circle von der US-Regierung unter Präsident Barack Obama als eine von vier kriminellen Gruppen genannt, welche die größte Gefahr für die Sicherheit der Vereinigten Staaten darstellen würden. Die Organisation wurde in „Strategy on Combating Transnational Organized Crime“ folgendermaßen beschrieben:

“A multiethnic criminal group composed of leaders and senior members of several criminal organizations largely based in countries of the former Soviet Union. Many Brothers' Circle's members share a common ideology based on the thief in law tradition, which seeks to spread their brand of criminal influence around the world.”

„Eine multi-ethnische kriminelle Gruppe, welche sich aus den Führern und altgedienten Mitgliedern mehrerer krimineller Organisationen zusammensetzt, welche vorrangig aus den Ländern der vormaligen Sowjetunion stammen. Viele Mitglieder des Brothers' Circles teilen sich eine Ideologie, welche auf den Traditionen der Diebe im Gesetz basieren, die versuchen, ihre Art des kriminellen Einflusses in der Welt zu verbreiten.“

## Debatte über die Existenz der Organisation
Der Sicherheitsexperte Mark Galeotti bezweifelte die Existenz des Brothers’ Circle:

“I have not found anyone in Russian law enforcement or elsewhere who actually says ‘yes, the brother’s circle is an organization and it exists. As such the label Brothers' Circle could be seen as an attempt to connect disparate criminal gangs.”

„Ich habe weder bei den russischen Strafverfolgungsbehörden noch sonstwo jemanden gefunden, welcher aktuell sagen konnte: Ja, die Brothers’ Circle sind eine Organisation und Sie existieren. So gesehen könnte die Bezeichnung Brothers’ Circle als ein Versuch angesehen werden, verschiedene Gangs zu verbinden.“

Im Juni 2012 änderte Galeotti seine Meinung, nachdem fünf weitere hochrangige Mafiosi bestimmt worden waren, und stellte die Vermutung auf, dass die Sanktionen tatsächlich gegen Mitglieder der Mafia-Organisation von Aslan Usoyan gerichtet sein könnten.

## Mutmaßliche Mitglieder
In der folgenden Aufzählung finden sich die vom US-Finanzministerium als „Schlüsselmitglieder“ bezeichneten Personen, die dem Brothers’ Circle zugerechnet werden.
- Vladislav Leontyev
- Vasiliy Khristoforov
- Kamchy Kolbayev
- Gafur Rakhimov (im November 2018 zum Präsidenten der Association Internationale de Boxe gewählt)
- Alexey Zaytsev
- Lazar Shaybazyan
- Aleksandr Manuylov
- Temuri Mirzoyev
- Koba Shemazashvili
- Lasha Shushanashvili
- Kakhaber Shushanashvili
- Vladimir Vagin
- Zakhar Kalashov